# Henri Fournel
 (juillet 2023).
Si vous disposez d'ouvrages ou d'articles de référence ou si vous connaissez des sites web de qualité traitant du thème abordé ici, merci de compléter l'article en donnant les références utiles à sa vérifiabilité et en les liant à la section « Notes et références ».
Pour les articles homonymes, voir Fournel.
Henri Jérôme Marie Fournel, né à Paris le 25 janvier 1799 et mort à Paris le 20 juillet 1876, est un ingénieur des mines et militant saint-simonien. Il a notamment été un des pionniers de la prospection minière en Algérie.

## Biographie
Fils d'un clerc de notaire, il fit ses études au collège Rollin, se destinant d'abord à la peinture. Il entre cependant en 1818 à l'École polytechnique, puis à l'École des mines. Devenu ingénieur des Mines, il publie en 1831 un mémoire sur le chemin de fer de Gray à Verdun.

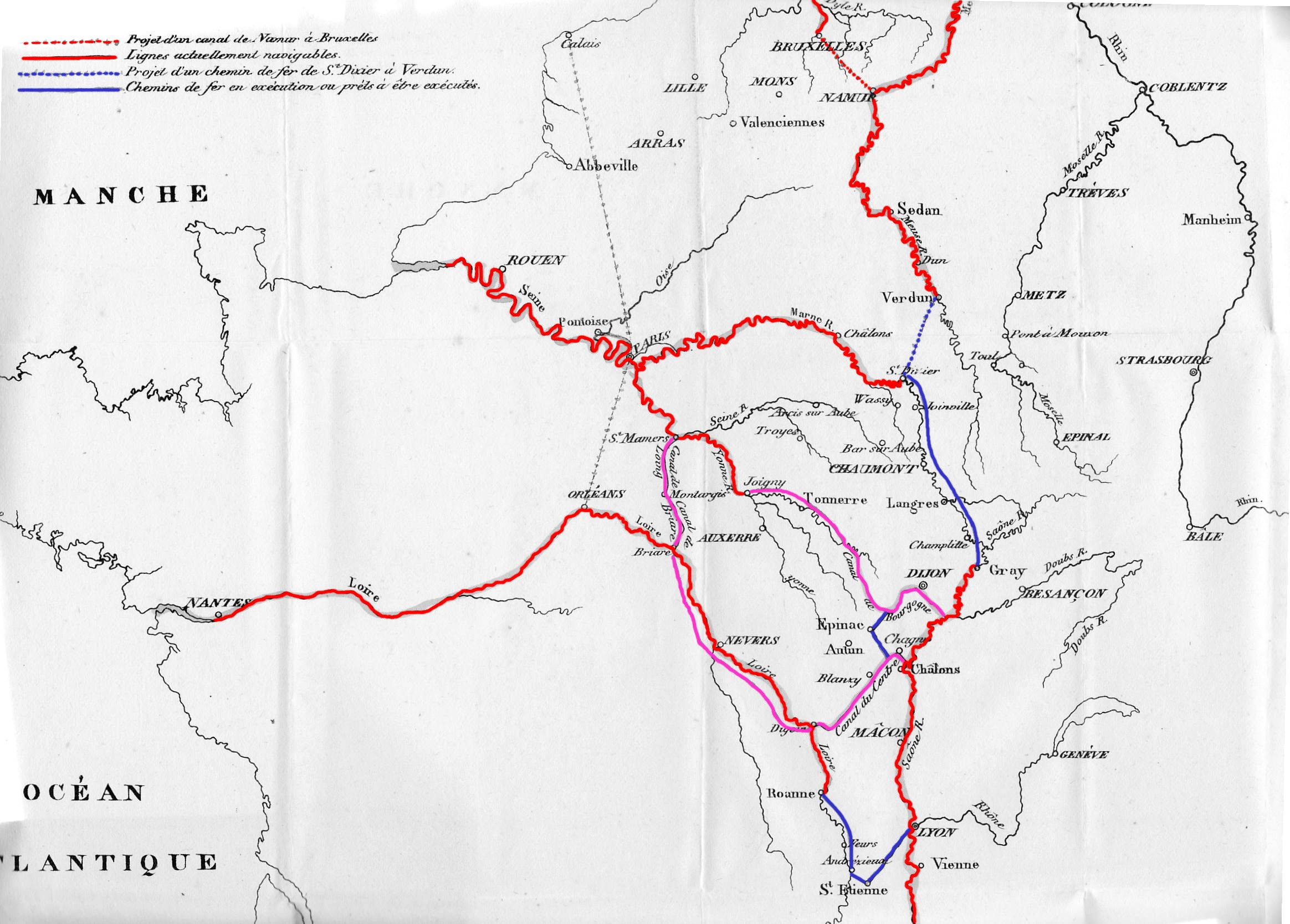
Système de communication (voie d’eau et chemin de fer construits ou en projet) d’après H. Fournel en 1829

Il collabore au journal Le Globe et fait des conférences. Il démissionne de son poste de directeur général des Forges et fonderies du Creusot pour rejoindre le mouvement saint-simonien avec sa femme Cécile Larrieu. Ils apportent leurs fortunes respectives au mouvement. Chargé de la liquidation financière de la Société saint-simonienne, il accompagne Barthélemy Prosper Enfantin en Égypte (1833-34), il y est présenté à Mehemet Ali et participe à un plan de percement de l'isthme de Suez. Ce projet est rejeté sous la pression des Anglais. En difficulté financière, il revient en France pour se consacrer à la prospection minière, notamment en Vendée, puis au Montet dans l'Allier où en 1835 il découvrit des gisements de houille.
Chargé de mission, il est envoyé en Algérie afin de mener des travaux de prospection minière. Il fonde le Service des mines de l'Algérie. Les résultats de ses explorations (effectuées de 1843 à 1846) sont développées dans les deux volumes de son ouvrage Richesse minérale de l'Algérie, couronné par l'Académie des sciences.
Par la suite, il étudie le minerai de fer de Bône, fit des sondages au Sahara...
De retour en métropole, Henri Fournel fait une brillante carrière. Il publie de nombreux rapports et ouvrages.
Il meurt à Paris le 20 juillet 1876. Il avait posé sa candidature à l'Académie des sciences, mais n'avait pas été élu.

## Publications

### Auteur
- Liste des ouvrages d'Henri Fournel sur dat.bnf.fr.

### Co-auteur
- Doctrine de Saint-Simon : exposition, première année, 1828-1829 (avec : Saint-Amand Bazard, B.-P. Enfantin, Hippolyte Carnot et Charles Duveyrier), Paris, bureau de l'Organisateur, 1831, 432 p. (BNF 32121193, lire en ligne).